# Zálesí (Jáchymov)
Zálesí (německy Werlsgrün, Wörlsgrün) je zaniklá vesnice, která stávala 3,3 kilometru západně od Jáchymova a patřila mezi nejstarší osídlená místa na Jáchymovsku. Dochoval se z ní jeden dům a zahrádkářské chatky v jeho okolí.

## Historie
Vznik Zálesí je datován do počátku třináctého století v souvislosti s osídlovacím úsilím premonstrátského v kláštera v Teplé. Werlsgrün byl nejseverněji položenou osadou a zároveň i nejvýše položenou. Již v roce 1386 je ale osada opuštěna podobně jako nedaleký Konradsgrün (Jáchymov) nebo Hagenau (Suchá). Šlo totiž o osady ve větší nadmořské výšce, tudíž se zde nedařilo naplnit zemědělské cíle. Znovu osídlen byl po založení Jáchymova, kdy s nedalekým Maria Sorgem (Mariánská) zajišťoval zemědělské zázemí nového města. Zde konkrétně šlo hlavně o chov dobytka. Rozvoj osady je potom spojen s dolem Eva Apfelbaum ve svém sousedství. V šestnáctém století šlo o bohatý stříbrný důl.
V roce 1847 zde stálo 13 domů s 98 obyvateli a v roce 1850 se Werlsgrün stal osadou Jáchymova. Po uzavření dolu Eva Apfelbaum se obyvatelé vrátili k chovu dobytka, pastevectví a lesním pracím. V roce 1930 zde žilo 69 stálých obyvatel.
Zánik osady přinesly události po druhé světové válce. V roce 1948 byla osada oficiálně přejmenována na Zálesí. V roce 1961 se Zálesí stalo místní částí Jáchymova a tou bylo až do svého zániku 1. ledna 1974.
Zánik vesnice je spojen s těžbou uranu Jáchymovskými doly. Nejprve došlo ke zprovoznění dolu Eva a na místě středověkého dolu Ochsenbusch k založení dolu Adam. Sloučením těchto pracovišť s dolem Eliáš vznikl největší průmyslový komplex tehdejšího Československa. Eliášské údolí zavalily mohutné odvaly a přítomnost civilních osob zde byla nežádoucí. Po ukončení těžby uranu budovy na čas osiřely. V rámci akce na zahlazení stop po vězeňských táborech na Jáchymovsku bylo rozhodnuto, že opuštěné budovy převezme mostecký okresní národní výbor a ten zde zřídí školu v přírodě. Na místě dílen tak vznikly učebny, nad těžní jámou byla ze strojovny přestavěna tělocvična a z vězeňských baráků se staly ložnice, kuchyň a jídelna. Škola v přírodě fungovala ještě počátkem devadesátých let dvacátého století. Poté byly budovy opuštěny, rozkradeny a dnes jsou zde pouze jejich torza.

## Obyvatelstvo
Při sčítání lidu v roce 1921 zde žilo 76 obyvatel (z toho 33 mužů), z nichž bylo pět Čechoslováků a 71 Němců. Všichni se hlásili k římskokatolické církvi. Podle sčítání lidu z roku 1930 měla vesnice 68 obyvatel: čtyři Čechoslováky a 64 Němců. I tentokrát všichni byli římskými katolíky.
|                                                                   | 1869 | 1880 | 1890 | 1900 | 1910 | 1921 | 1930 | 1950 | 1961 |
| ----------------------------------------------------------------- | ---- | ---- | ---- | ---- | ---- | ---- | ---- | ---- | ---- |
| Obyvatelé                                                         | 119  | 122  | 80   | 85   | 82   | 76   | 68   | 36   | 9    |
| Domy                                                              | 13   | 13   | 12   | 13   | 12   | 12   | 12   | 14   | .    |
| Počet domů z roku 1961 je zahrnut v domech místní části Jáchymov. |      |      |      |      |      |      |      |      |      |